# Bảo tàng Giao thông Vận tải Luân Đôn
Bảo tàng Giao thông vận tải Luân Đôn   hoặc gọi tắt là (Bảo tàng LT: LT Museum) là một bảo tàng lịch sử trưng bày các phương tiện giao thông công cộng ở Luân Đôn. Bảo tàng chính tọa lạc tại quận Brooklyn Garden ở trung tâm Luân Đôn trong một tòa nhà được xây dựng vào năm 1872 và trước đây là một phần chợ hoa của Covent Garden.
Bảo tàng Vận tải Luân Đôn là một tổ chức từ thiện đã đăng ký theo luật của nước Anh.

## Lịch sử bảo tàng

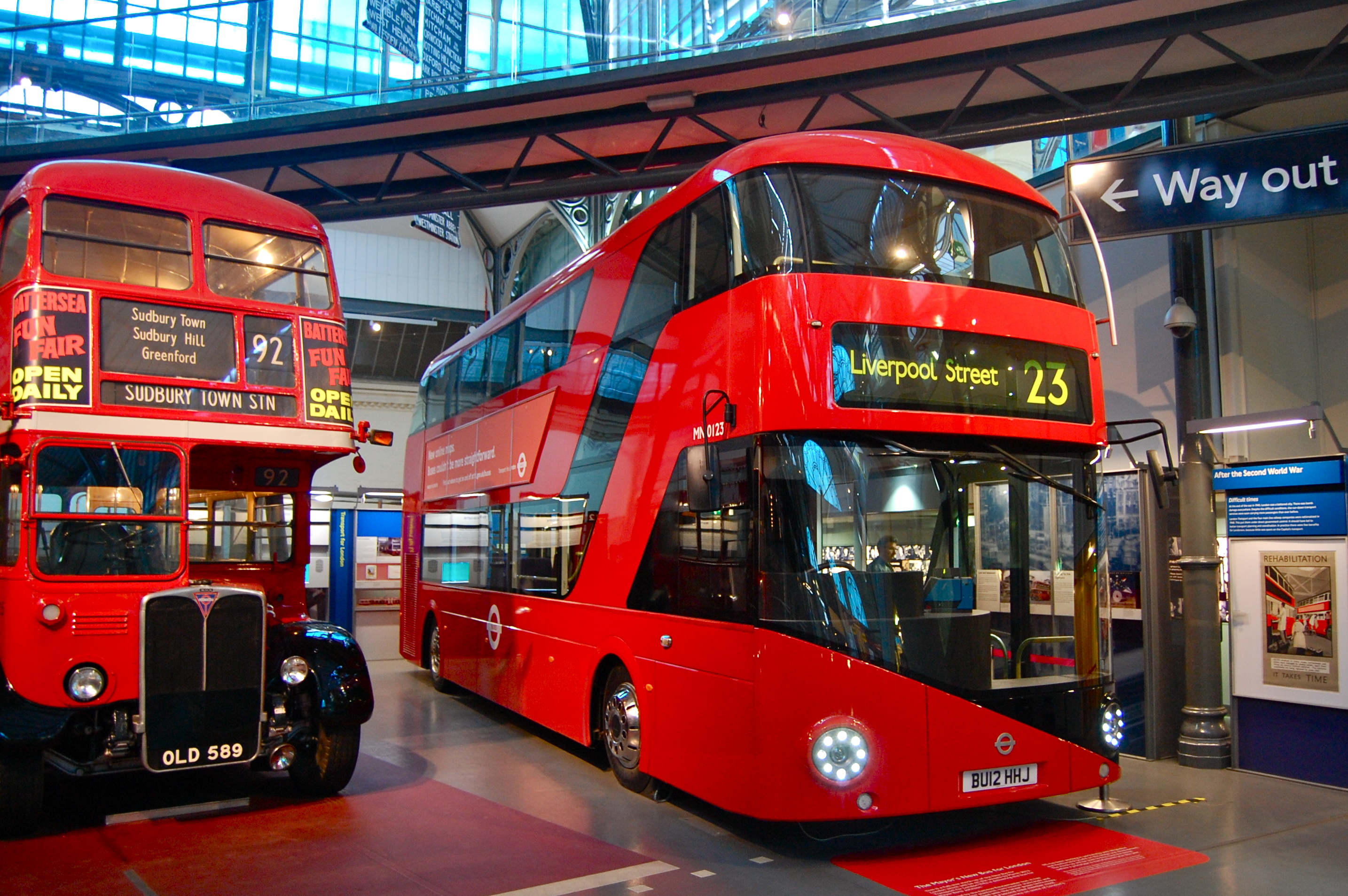
Mô hình chiếc xe buýt hai tầng, được chụp trong Bảo tàng Vận tải Luân Đôn ở Covent Garden

Bộ sưu tập của Bảo tàng Vận tải Luân Đôn được thành lập vào năm 1920 với tư cách là một trong những công ty vận tải lớn của Luân Đôn, Công ty Omnibus General London (LGOC), sở hữu hai chiếc xe buýt ngựa từ thời Victoria được bảo quản và sử dụng như là những xe buýt đầu tiên. Các phương tiện lịch sử từ công ty kế thừa London Transport, kết hợp tất cả các loại phương tiện giao thông công cộng ở London vào năm 1933 (ngoại trừ đường sắt và vận chuyển trên sông Thames), được lưu giữ như một phần của Bảo tàng Vận tải nước Anh ở Clapham High Street  ở miền nam Luân Đôn. Năm 1973, bộ sưu tập chuyển đến Công viên Syon với Bộ sưu tập Giao thông vận tải Luân Đôn.
Vị trí hiện tại của Bảo tàng Vận tải Luân Đôn ở quảng trường Covent Garden đã được khai trương vào năm 1980 và lần đầu tiên làm cho phần lớn bộ sưu tập có thể truy cập toàn thời gian cho công chúng. Bảo tàng chỉ giới hạn trưng bày các hiện vật trong lịch sử của London Transport, công ty chịu trách nhiệm vận hành Tàu điện ngầm Luân Đôn, các tuyến xe buýt và cả các xe điện và xe điện bánh hơi trước đây, cũng như các công ty tiền nhiệm và kế nhiệm.

## Triển lãm

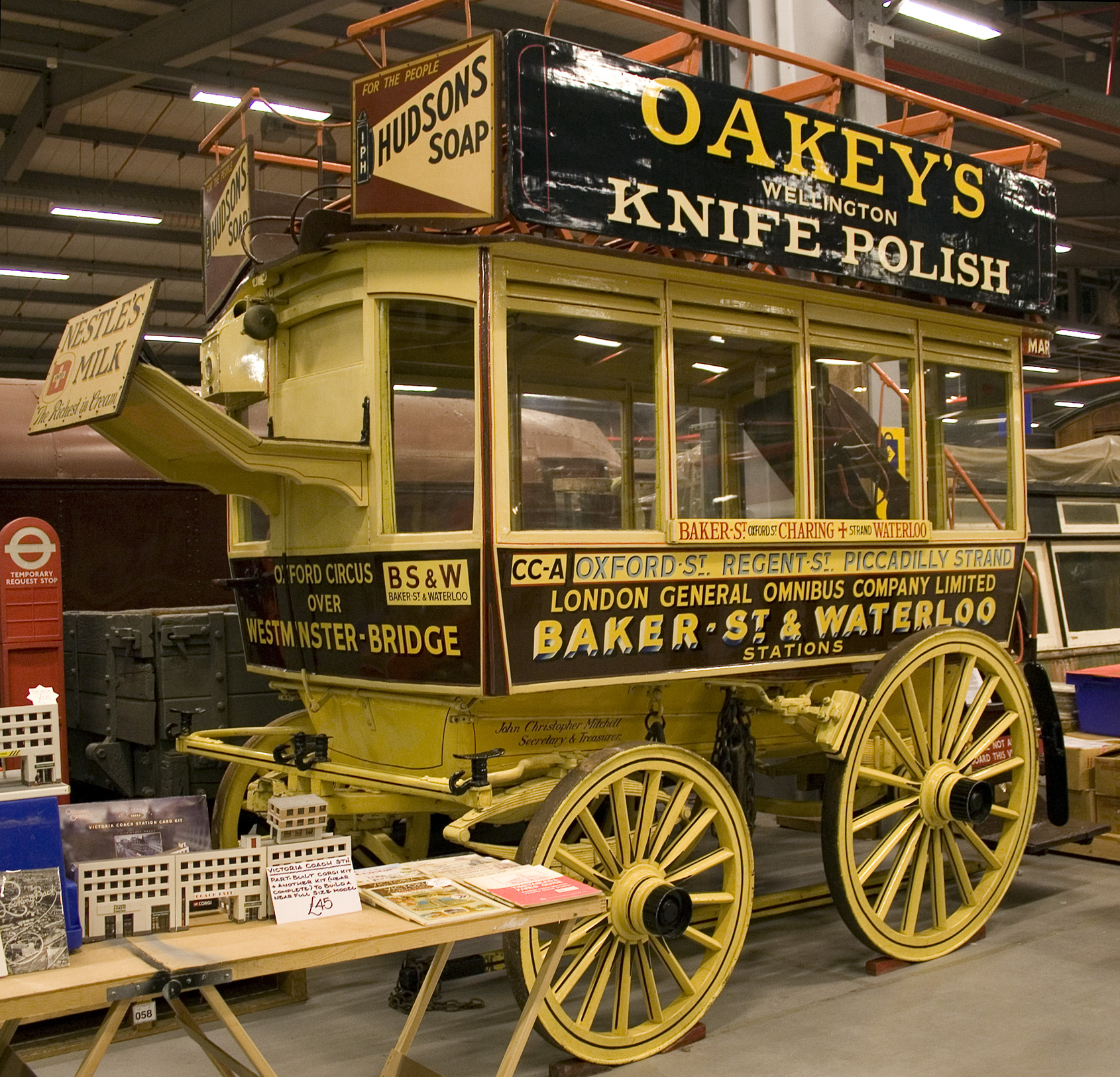
Triển lãm trưng bày chiếc xe ngựa (1885)

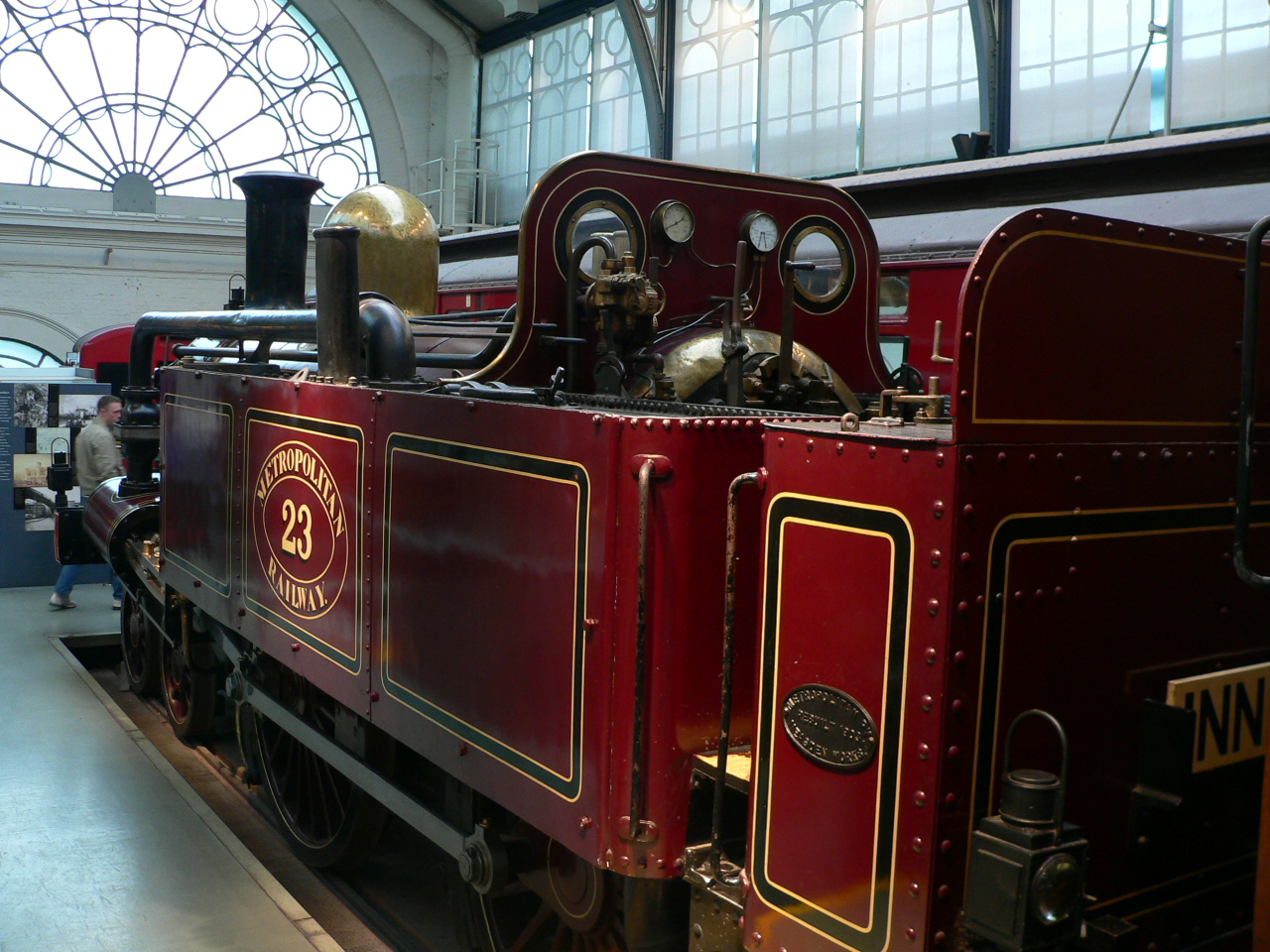
Đầu máy hơi nước số 23. Đây là đầu máy duy nhất còn sót lại từ tuyến đường sắt ngầm đầu tiên trên thế giới. Nó được bảo quản tại Bảo tàng Giao thông vận tải Luân Đôn

- 2013: Poster Art 150, một triển áp phích qua 150 năm quảng cáo trong ngành vận tải của Luân Đôn.[5]